# Agdistis caradjai
Agdistis caradjai là một loài bướm đêm thuộc họ Pterophoridae. Nó được tìm thấy ở Thổ Nhĩ Kỳ, Nga và Iran.
Sải cánh dài khoảng 23 mm. 